# Польша на летних Олимпийских играх 2024

## Медали
| Медаль  | Спортсмен(ы) | Вид спорта              | Дисциплина          | Дата       |
| ------- | --- | ----------------------- | ------------------- | ---------- |
| Золото  | Александра Мирослав | Спортивное скалолазание | Лазание на скорость | 7 августа  |
| Серебро | Клаудия Зволиньская | Гребной слалом          | Байдарка-одиночка   | 28 июля    |
| Серебро | Лукаш Качмарек Бартош Курек Вильфредо Леон Александер Сливка Гжегож Ломач Якуб Кохановский Камиль Семенюк Павел Заторский Марцин Януш Матеуш Бенек Томаш Форналь Норберт Хубер | Волейбол                | Мужской турнир      | 10 августа |
| Серебро | Юлия Шеремета | Бокс                    | До 57 кг            | 10 августа |
| Серебро | Дарья Пикулик | Велоспорт               | Трек, омниум        | 11 августа |
| Бронза  | Рената Кнапик-Мязга Мартина Сватовская-Венглярчик Алисья Класик Александра Ярецкая                                                                                             | Фехтование              | Командная шпага     | 30 июля    |
| Бронза  | Доминик Чая Фабиан Бараньский Мирослав Зентарский Матеуш Бискуп | Академическая гребля    | Четвёрки парные     | 31 июля    |
| Бронза  | Ига Свёнтек | Теннис                  | Одиночный турнир    | 2 августа  |
| Бронза  | Александра Калуцкая | Спортивное скалолазание | Лазание на скорость | 7 августа  |
| Бронза  | Наталья Качмарек | Лёгкая атлетика         | Бег на 400 метров   | 9 августа  |

| Вид спорта                  | 1 | 2 | 3 | Всего |
| Спортивное скалолазание     | 1 | 0 | 1 | 2     |
| Бокс                        | 0 | 1 | 0 | 1     |
| Велоспорт                   | 0 | 1 | 0 | 1     |
| Волейбол                    | 0 | 1 | 0 | 1     |
| Гребля на байдарках и каноэ | 0 | 1 | 0 | 1     |
| Академическая гребля        | 0 | 0 | 1 | 1     |
| Лёгкая атлетика             | 0 | 0 | 1 | 1     |
| Теннис                      | 0 | 0 | 1 | 1     |
| Фехтование                  | 0 | 0 | 1 | 1     |
| Всего                       | 1 | 4 | 5 | 10    |

| Медали по датам | Медали по датам | Медали по датам | Медали по датам | Медали по датам | Медали по датам |
| --------------- | --------------- | --------------- | --------------- | --------------- | --------------- |
| Дата            | 1               | 2               | 3               |                 |                 |
| 28 июля         | 0               | 1               | 0               | 1               |                 |
| 30 июля         | 0               | 0               | 1               | 1               |                 |
| 31 июля         | 0               | 0               | 1               | 1               |                 |
| 2 августа       | 0               | 0               | 1               | 1               |                 |
| 7 августа       | 1               | 0               | 1               | 2               |                 |
| 9 августа       | 0               | 0               | 1               | 1               |                 |
| 10 августа      | 0               | 2               | 0               | 2               |                 |
| 11 августа      | 0               | 1               | 0               | 1               |                 |
| Всего           | 1               | 4               | 5               | 10              |                 |

| Медали по полу | Медали по полу | Медали по полу | Медали по полу | Медали по полу |
| -------------- | -------------- | -------------- | -------------- | -------------- |
| Пол            | 1              | 2              | 3              | Всего          |
| Мужчины        | 0              | 1              | 1              | 2              |
| Женщины        | 1              | 3              | 4              | 8              |
| Микст          | 0              | 0              | 0              | 0              |
| Всего          | 1              | 4              | 5              | 10             |

## Квалификация
| № п/п | Вид спорта                  | Мужчины        | Мужчины                | Женщины        | Женщины                | Всего          | Всего                  |
| № п/п | Вид спорта                  | Завоевано квот | Количество спортсменов | Завоевано квот | Количество спортсменов | Завоевано квот | Количество спортсменов |
| ----- | --------------------------- | -------------- | ---------------------- | -------------- | ---------------------- | -------------- | ---------------------- |
| 1     | Академическая гребля        | 1              | 4                      | 1              | 2                      | 2              | 6                      |
| 2     | Баскетбол 3×3               | 1              | 4                      |                |                        | 1              | 4                      |
| 3     | Бокс                        | 2              | 2                      | 3              | 3                      | 5              | 5                      |
| 4     | Борьба                      | 3              | 3                      | 2              | 2                      | 5              | 5                      |
| 5     | Велоспорт                   | 6              | 5                      | 13             | 9                      | 19             | 14                     |
| 6     | Волейбол                    | 1              | 12                     | 1              | 12                     | 2              | 24                     |
| 7     | Гольф                       | 1              | 1                      |                |                        | 1              | 1                      |
| 8     | Гребля на байдарках и каноэ | 6              | 5                      | 10             | 10                     | 16             | 15                     |
| 9     | Дзюдо                       | 2              | 2                      | 2              | 2                      | 4              | 4                      |
| 10    | Конный спорт                | 5              | 5                      | 4              | 5                      | 12             | 10                     |
| 11    | Лёгкая атлетика             | 20             | 23                     | 28             | 31                     | 50             | 54                     |
| 12    | Настольный теннис           | 1              | 1                      | 3              | 3                      | 4              | 4                      |
| 13    | Парусный спорт              | 4              | 5                      | 4              | 5                      | 8              | 10                     |
| 14    | Плавание                    | 13             | 13                     | 9              | 8                      | 23             | 21                     |
| 15    | Пляжный волейбол            | 1              | 2                      |                |                        | 1              | 2                      |
| 16    | Прыжки в воду               | 1              | 1                      |                |                        | 1              | 1                      |
| 17    | Современное пятиборье       | 2              | 2                      | 2              | 2                      | 4              | 4                      |
| 18    | Спортивное скалолазание     |                |                        | 2              | 2                      | 2              | 2                      |
| 19    | Стрельба                    | 4              | 2                      | 6              | 5                      | 10             | 7                      |
| 20    | Стрельба из лука            |                |                        | 1              | 1                      | 1              | 1                      |
| 21    | Теннис                      |                |                        | 4              | 4                      | 4              | 4                      |
| 22    | Триатлон                    |                |                        | 1              | 1                      | 1              | 1                      |
| 23    | Тяжёлая атлетика            |                |                        | 1              | 1                      | 1              | 1                      |
| 24    | Фехтование                  | 4              | 4                      | 8              | 8                      | 12             | 12                     |
|       | ИТОГО                       | 78             | 96                     | 105            | 116                    | 189            | 212                    |

## Состав команды
Академическая гребля
1. Доминик Чая[англ.]
2. Фабиан Бараньский[англ.]
3. Мирослав Зентарский[англ.]
4. Матеуш Бискуп[англ.]
5. Мартина Радош[англ.]
6. Катаржина Вельна[англ.]

 Баскетбол 3×3
1. Адриан Богуцкий[англ.]
2. Филип Матчак[англ.]
3. Михал Соколовский[англ.]
4. Пшемыслав Замойский[англ.]

 Бокс
1. Дамиан Дуркач[англ.]
2. Матеуш Березницкий[англ.]
3. Юлия Шеремета
4. Анета Рыгельская
5. Эльжбета Вуйцик

 Борьба
Вольная борьба
1. Збигнев Барановский
2. Роберт Баран
3. Ангелина Лысак
4. Виктория Холуй

Греко-римская борьба
1. Аркадиуш Кулинич

Велоспорт
 Шоссейный велоспорт
1. Станислав Аниолковский[англ.]
2. Михал Квятковский
3. Марта Лах[англ.]
4. Катажина Невядома
5. Агнешка Скальняк-Сойка[англ.]

 Трековый велоспорт
1. Матеуш Рудык[англ.]
2. Алан Банашек
3. Марлена Карвацкая[англ.]
4. Урсула Лось[англ.]
5. Никола Сибяк[англ.]
6. Дарья Пикулик[англ.]
7. Виктория Пикулик[англ.]

 Маунтинбайк
1. Кшиштоф Лукасик[англ.]
2. Паула Горицкая[англ.]

 Волейбол
1. Лукаш Качмарек[англ.]
2. Бартош Курек
3. Вильфредо Леон
4. Александер Сливка
5. Гжегож Ломач[англ.]
6. Якуб Кохановский[англ.]
7. Камиль Семенюк[англ.]
8. Павел Заторский[англ.]
9. Марцин Януш[англ.]
10. Матеуш Бенек[англ.]
11. Томаш Форналь[англ.]
12. Норберт Хубер[англ.]
13. Йоанна Волош
14. Катажина Венерская
15. Магдалена Стысяк
16. Мальвина Смажек
17. Мартина Лукасик
18. Мартина Чирняньская
19. Наталия Менджик
20. Клаудия Алагерская
21. Агнешка Корнелюк
22. Магдалена Юрчик
23. Мария Стензель
24. Александра Щигловская

 Гольф
1. Адриан Меронк[англ.]

Гребля на байдарках и каноэ
 Гребля на гладкой воде
1. Якуб Степун
2. Пржемыслав Корсак[англ.]
3. Виктор Глазунов
4. Доминика Путто[англ.]
5. Мартина Клатт[англ.]
6. Хелена Висневская[англ.]
7. Каролина Ная
8. Анна Пулавская[англ.]
9. Адрианна Конколь[англ.]
10. Дорота Боровская[англ.]*
11. Катаржина Шперкевич[англ.]
12. Сильвия Щербиньская[англ.]

 Гребной слалом
1. Матеуш Полачик[англ.]
2. Гжегож Хедвиг[англ.]
3. Клаудия Зволиньская

 Дзюдо
1. Адам Стодольский[англ.]
2. Пётр Кучера
3. Ангелика Шиманьская
4. Беата Пацут

 Конный спорт
1. Роберт Повала[англ.]
2. Ян Каминьский[англ.]
3. Адам Гржегоржевский[англ.]
4. Давид Кубяк[англ.]
5. Максимилиан Вехта[англ.]
6. Катажина Мильчарек[англ.]
7. Сандра Сысоева[англ.]
8. Александра Шульц[англ.]
9. Малгожата Корицкая[англ.]
10. Виктория Кнап[англ.]

 Лёгкая атлетика
1. Оливер Вдовик[англ.]
2. Альберт Команьский[англ.]
3. Матеуш Борковский[англ.]
4. Филип Рак[англ.]
5. Мацей Выдерка[англ.]
6. Дамьян Чикер
7. Кшиштоф Кильян[англ.]
8. Якуб Шиманьский[англ.]*
9. Махер Бен Хлима[англ.]
10. Артур Брзозовский[англ.]
11. Максимилиан Швед[англ.]
12. Кароль Залевский
13. Даниэль Солтысяк[англ.]
14. Каетан Душиньский
15. Пётр Лисек
16. Роберт Собера
17. Конрад Буковецкий
18. Михал Харатык
19. Войцех Новицкий
20. Павел Файдек
21. Киприан Мжиглуд[англ.]
22. Марцин Круковский[англ.]
23. Давид Вегнер[англ.]
24. Ева Свобода
25. Магдалена Стефанович[англ.]
26. Мартина Котвила[англ.]
27. Кристина Тимановская
28. Наталья Качмарек
29. Юстина Свенти-Эрсетиц
30. Анна Вельгош[англ.]
31. Клаудия Казимерская[англ.]
32. Вероника Лизаковская[англ.]
33. Александра Плоциньская[англ.]
34. Пия Скришовская[англ.]
35. Алисия Конечек[англ.]
36. Анета Конечек[англ.]
37. Кинга Кролик[англ.]
38. Александра Лисовская[англ.]
39. Ангелика Мах[англ.]
40. Катаржина Здзебло[англ.]
41. Ольга Хоецкая[англ.]
42. Магдалена Немчик[англ.]
43. Александра Формелля[англ.]
44. Анастасия Кусь[англ.]
45. Алиция Врона-Кутшепа[англ.]
46. Марина Попович-Драпала[англ.]
47. Мария Жодзик[англ.]
48. Никола Хоровская[англ.]
49. Клаудиа Кардаш[англ.]
50. Дарья Забавская[англ.]
51. Анита Влодарчик
52. Мальвина Копрон
53. Мария Андрейчик
54. Адрианна Сулек

 Настольный теннис
1. Милош Редзимский[англ.]
2. Наталия Баёр[англ.]
3. Катаржина Вегржин[англ.]
4. Сюзанна Вельгос[англ.]

 Парусный спорт
1. Павел Тарновский
2. Максимилиан Заковский[англ.]
3. Михал Красодомский[англ.]
4. Доминик Буксак[англ.]
5. Шимон Вежбицкий[англ.]
6. Майя Дзярновская[англ.]
7. Юлия Дамасевич[англ.]
8. Агата Барвинска[англ.]
9. Александра Мельзацкая[англ.]
10. Сандра Янковяк[англ.]

 Плавание
1. Пётр Людвичак[англ.]
2. Якуб Маерский[англ.]
3. Кшиштоф Хмелевский
4. Ксаверий Масюк[англ.]
5. Ян Калусовский[англ.]
6. Михал Хмелевский[англ.]
7. Пётр Возняк[англ.]
8. Матеуш Хованец[англ.]
9. Доминик Дудыс[англ.]
10. Бартош Пищорович[англ.]
11. Камил Серадзкий][англ.]
12. Кацпер Стоковский
13. Адриан Яскевич[англ.]
14. Катажина Васик
15. Корнелия Федкевич[англ.]
16. Адела Пискорская[англ.]
17. Лаура Бернат[англ.]
18. Доминика Штандера[англ.]
19. Юлия Майк[англ.]
20. Зузанна Фамулок[англ.]
21. Паулина Педа[англ.]

 Пляжный волейбол
1. Михал Брыль[англ.]
2. Бартош Лосяк[англ.]

 Прыжки в воду
1. Роберт Лукашевич[англ.]

 Современное пятиборье
1. Лукаш Гутковский[англ.]
2. Камиль Касперчак[англ.]
3. Анна Малишевская
4. Наталия Доминяк[англ.]

 Спортивное скалолазание
1. Александра Мирослав
2. Александра Калуцкая

 Стрельба
1. Томаш Бартник[англ.]
2. Мацей Ковалевич[англ.]
3. Наталия Коханская[англ.]
4. Александра Петрук[англ.]
5. Юлия Пиотровская[англ.]
6. Анета Станкевич[англ.]
7. Клаудиа Бресь[англ.]

 Стрельба из лука
1. Виолета Мишор[англ.]

 Теннис
1. Ига Свёнтек
2. Магда Линетт
3. Магдалена Френх
4. Алиция Росольская

 Триатлон
1. Роксана Слупек[англ.]

 Тяжёлая атлетика
1. Вероника Зелиньска-Стубиньска

 Фехтование
1. Ян Юрикевич[англ.]
2. Михал Сесс[англ.]
3. Адриан Войтковяк[англ.]
4. Анджей Жадковский[англ.]
5. Алисия Класик[англ.]
6. Рената Кнапик-Мязга
7. Мартина Сватовска-Венгларчик[англ.]
8. Александра Ярецкая[англ.]
9. Юлия Вальчик-Климашик[англ.]
10. Мартина Елиньская
11. Ханна Лычбинская[англ.]
12. Мартина Синорадзская[англ.]

## Академическая гребля
Польша завоевала по одному месту в соревнованиях по академической гребле на Чемпионате мира по академической гребле 2023 года в Белграде, Сербия и на Европейской квалификационной регате 2024 года в Сегеде, Венгрия.
Мужчины
| Спортсмен                                                       | Дисциплина      | Заезд   | Заезд  | Утеш. заезд | Утеш. заезд | Полуфиналы | Полуфиналы | Финалы  | Финалы |
| Спортсмен                                                       | Дисциплина      | Время   | Место  | Время       | Место       | Время      | Место      | Время   | Место  |
| --------------------------------------------------------------- | --------------- | ------- | ------ | ----------- | ----------- | ---------- | ---------- | ------- | ------ |
| Доминик Чая Фабиан Бараньский Мирослав Зентарский Матеуш Бискуп | Четвёрки парные | 5.44,39 | 2 Q FA | —           | —           | —          | —          | 5.44,59 | 3      |

Женщины
| Спортсмен                      | Дисциплина               | Заезд   | Заезд | Утеш. заезд | Утеш. заезд | Полуфиналы | Полуфиналы | Финалы  | Финалы |
| Спортсмен                      | Дисциплина               | Время   | Место | Время       | Место       | Время      | Место      | Время   | Место  |
| ------------------------------ | ------------------------ | ------- | ----- | ----------- | ----------- | ---------- | ---------- | ------- | ------ |
| Мартина Радош Катаржина Вельна | Двойки парные, легковесы | 7.11,14 | 4 R   | 7.16,26     | 1 Q SA/B    | 7.06,69    | 4 Q FB     | 7.08,47 | 9      |

Легенда: FA=Финал А (медали); FB=Финал В; FC=Финал С; FD=Финал D; FE=Финал E; FF=Финал F; SA/B=Полуфиналы A/B; SC/D=Полуфиналы C/D; SE/F=Полуфиналы E/F; QF=Четвертьфиналы; R=Утешительные заезды

## Баскетбол 3×3
Мужская сборная Польши по баскетболу 3х3 завоевала право выступить в олимпийском турнире, заняв третье место на Олимпийском квалификационном турнире 2024 года в Дебрецене, Венгрия.
| Команда | Соревнование   | Групповая стадия | Групповая стадия | Групповая стадия | Групповая стадия | Групповая стадия   | Групповая стадия | Групповая стадия | Групповая стадия | Четвертьфиналы | Полуфиналы            | Финал / Матч за 3 место | Финал / Матч за 3 место |
| Команда | Соревнование   | Соперник Счёт    | Соперник Счёт    | Соперник Счёт    | Соперник Счёт    | Соперник Счёт      | Соперник Счёт    | Соперник Счёт    | Место            | Соперник Счёт  | Соперник Счёт         | Соперник Счёт           | Место                   |
| ------- | -------------- | ---------------- | ---------------- | ---------------- | ---------------- | ------------------ | ---------------- | ---------------- | ---------------- | -------------- | --------------------- | ----------------------- | ----------------------- |
| Польша  | Мужской турнир | Китай В 22–17    | Франция П 19–21  | Латвия П 16–22   | Литва П 12–21    | Нидерланды П 17–21 | Сербия П 12–21   | США В 19–17      | 6 SF             | Литва П 15–21  | завершили выступление | завершили выступление   | 6                       |

### Мужской турнир
Состав команды
- Адриан Богуцкий[англ.]
- Филип Матчак[англ.]
- Михал Соколовский[англ.]
- Пшемыслав Замойский[англ.]

Групповой этап
| Поз | Команда     | И | В | П | ОЗ  | ОП  | РО  | Квалификация  |
| --- | ----------- | - | - | - | --- | --- | --- | ------------- |
| 1   | Латвия      | 7 | 7 | 0 | 147 | 103 | +44 | Полуфинал     |
| 2   | Нидерланды  | 7 | 5 | 2 | 133 | 112 | +21 | Полуфинал     |
| 3   | Литва       | 7 | 4 | 3 | 134 | 125 | +9  | Четвертьфинал |
| 4   | Сербия      | 7 | 4 | 3 | 129 | 123 | +6  | Четвертьфинал |
| 5   | Франция (Х) | 7 | 3 | 4 | 131 | 132 | −1  | Четвертьфинал |
| 6   | Польша      | 7 | 2 | 5 | 116 | 139 | −23 | Четвертьфинал |
| 7   | США         | 7 | 2 | 5 | 116 | 138 | −22 |               |
| 8   | Китай       | 7 | 1 | 6 | 107 | 141 | −34 |               |

Четвертьфиналы
| 4 августа 2024 21:30 v | протокол | Литва | 21:15 | Польша | Площадь Согласия |

## Бокс
Польша завоевала три места в женский турнир на Первом мировом квалификационном турнире 2024 года в Бусто-Арсицио, Италия и два места в мужской турнир на Втором мировом квалификационном турнире 2024 года в Бангкоке, Таиланд.
| Спортсмен          | Категория        | 1 раунд                   | 1/8 финала                 | Четвертьфиналы          | Полуфиналы             | Финал                 | Финал                 |
| Спортсмен          | Категория        | Соперник Результат        | Соперник Результат         | Соперник Результат      | Соперник Результат     | Соперник Результат    | Место                 |
| ------------------ | ---------------- | ------------------------- | -------------------------- | ----------------------- | ---------------------- | --------------------- | --------------------- |
| Дамиан Дуркач      | Мужчины до 71 кг | BULРами Мофид Киван П 0–5 | завершил выступление       | завершил выступление    | завершил выступление   | завершил выступление  | завершил выступление  |
| Матеуш Березницкий | Мужчины до 92 кг | —                         | IRLДжек Марли П 1–4        | завершил выступление    | завершил выступление   | завершил выступление  | завершил выступление  |
| Юлия Шеремета      | Женщины до 57 кг | VENОмайлин Алкала В 4–1   | AUSТина Рахими В 5–0       | PURЭшлиэнн Лосада В 5–0 | PHIНести Петесио В 4–1 | TPEЛинь Юйтин П 0–5   | 2                     |
| Анета Рыгельская   | Женщины до 66 кг | GBRРоузи Экклз В 3–2      | TURБусеназ Сюрменели П 1–4 | завершила выступление   | завершила выступление  | завершила выступление | завершила выступление |
| Эльжбета Вуйцик    | Женщины до 75 кг | —                         | IRLИфе Мари О’Рурк В 3–2   | PANАтейна Байлон П 2–3  | завершила выступление  | завершила выступление | завершила выступление |

## Борьба
Польша завоевала по одному месту в женской вольной борьбе на Чемпионате мира по борьбе 2023 года в Белграде, Сербия и на Европейском квалификационном турнире 2024 года в Баку, Азербайджан, а также по одному месту в мужской вольной и греко-римской борьбе на Мировом квалификационном турнире 2024 года в Стамбуле, Турция. Еще одно место в мужской турнир по вольной борьбе Польша получила в результате перераспределения квот.
Вольная борьба
| Спортсмен           | Категория         | 1/8 финала                    | Четвертьфиналы                   | Полуфиналы            | Утешит. поединки                  | Финал /За 3 место                 | Финал /За 3 место     |
| Спортсмен           | Категория         | Соперник Результат            | Соперник Результат               | Соперник Результат    | Соперник Результат                | Соперник Результат                | Место                 |
| ------------------- | ----------------- | ----------------------------- | -------------------------------- | --------------------- | --------------------------------- | --------------------------------- | --------------------- |
| Збигнев Барановский | Мужчины до 97 кг  | MDAРаду Лефтер В 3–1 PP       | AZEМагомедхан Магомедов П 1–3 PP | завершил выступление  | завершил выступление              | завершил выступление              | завершил выступление  |
| Роберт Баран        | Мужчины до 125 кг | KAZЮсуп Батырмурзаев В 3–1 PP | GEOГено Петриашвили П 1–3 PP     | —                     | UKRАлександр Хоцяновский В 3–0 PO | AZEГеоргий Мешвилдишвили П 1–3 PP | 5                     |
| Ангелина Лысак      | Женщины до 57 кг  | UKRАлина Грушина П 1–3 PP     | завершила выступление            | завершила выступление | завершила выступление             | завершила выступление             | завершила выступление |
| Виктория Холуй      | Женщины до 68 кг  | CHNЧжоу Фэн В 3–1 PP          | USAЭмит Элор П 0–3 PO            | —                     | TURБусе Тосун П 1–3 PP            | завершила выступление             | завершила выступление |

Греко-римская борьба
| Спортсмен        | Категория        | 1/8 финала             | Четвертьфиналы              | Полуфиналы         | Утеш.поединки             | Финал / За 3 место      | Финал / За 3 место |
| Спортсмен        | Категория        | Соперник Результат     | Соперник Результат          | Соперник Результат | Соперник Результат        | Соперник Результат      | Место              |
| ---------------- | ---------------- | ---------------------- | --------------------------- | ------------------ | ------------------------- | ----------------------- | ------------------ |
| Аркадиуш Кулинич | Мужчины до 87 кг | TURАли Ченгиз В 3–1 PP | IRIАлиреза Мохмади П 1–4 SP | —                  | COLКарлос Муньос В 3–1 PP | UKRЖан Беленюк П 1–3 PP | 5                  |

## Велоспорт

### Шоссейные велогонки
Польша получила по рейтингу UCI одно место в мужской и три места в женской групповых гонках на шоссе, а также одно место в женской индивидуальной гонке с раздельным стартом. Еще по одному месту в женской и мужской индивидуальных гонках Польша получила по результатам Чемпионата мира по шоссейным велогонкам 2023 года в Глазго, Великобритания и в результате перераспределения квот соответственно.
Мужчины
| Спортсмен              | Дисциплина                 | Время    | Место |
| ---------------------- | -------------------------- | -------- | ----- |
| Станислав Аниолковский | Групповая гонка            | 6:38.03  | 61    |
| Михал Квятковский      | Гонка с раздельным стартом | 38.49,60 | 23    |

Женщины
| Спортсмен              | Дисциплина                 | Время    | Место |
| ---------------------- | -------------------------- | -------- | ----- |
| Марта Лах              | Групповая гонка            | 4:02.50  | 10    |
| Катажина Невядома      | Групповая гонка            | 4:02.07  | 8     |
| Агнешка Скальняк-Сойка | Групповая гонка            | 4:07.16  | 45    |
| Марта Лах              | Гонка с раздельным стартом | 43.03,43 | 18    |
| Агнешка Скальняк-Сойка | Гонка с раздельным стартом | 42.24,62 | 12    |

### Велотрек
Польша завоевала в соответствии с олимпийским рейтингом UCI право выставить команду и четырех участников в женских спринтерских дисциплинах и два места в дисциплинах преследования, а также по одному месту в спринтерских дисциплинах и омниуме у мужчин.
Командный спринт
| Спортсмен                                  | Дисциплина | Квалификация | Квалификация | Полуфиналы                | Полуфиналы | Финал                      | Финал |
| Спортсмен                                  | Дисциплина | Время        | Место        | Соперник Время            | Место      | Соперник Время             | Место |
| ------------------------------------------ | ---------- | ------------ | ------------ | ------------------------- | ---------- | -------------------------- | ----- |
| Марлена Карвацкая Урсула Лось Никола Сибяк | Женщины    | 47,284       | 7            | Новая Зеландия · П 47,022 | 8 q        | Канада · В 47,175 · 47,631 | 7     |

Легенды: FA=Финал; FB=За 3 место
Спринт
| Спортсмен         | Дисциплина | Квалификация | Квалификация | 1/32 финала           | Утеш. 1/32                                     | 1/16 финала           | Утеш. 1/16            | 1/8 финала            | Утеш. 1/8                                   | Четвертьфиналы                 | Полуфиналы            | Финал / За 3 место                                              | Финал / За 3 место    |
| Спортсмен         | Дисциплина | Время        | Место        | Соперник Результат    | Соперник Результат                             | Соперник Результат    | Соперник Результат    | Соперник Результат    | Соперник Результат                          | Соперник Результат             | Соперник Результат    | Соперник Результат                                              | Место                 |
| ----------------- | ---------- | ------------ | ------------ | --------------------- | ---------------------------------------------- | --------------------- | --------------------- | --------------------- | ------------------------------------------- | ------------------------------ | --------------------- | --------------------------------------------------------------- | --------------------- |
| Матеуш Рудык      | Мужчины    | 9,416        | 11 Q         | NZLСэм Дакин В Q      | —                                              | NEDДжеффри Хогланд П  | SURЯир Чон Эн Фа В Q  | AUSМэттью Ричардсон П | ISRМихаил Яковлев MASАзизульхасни Аванг В Q | NEDХарри Лаврейсен П 0–2 Q 5-8 | —                     | Финал за 5-8 места JPNЮта Обара GBRХэмиш Тернбулл JPNКаия Ота В | 5                     |
| Марлена Карвацкая | Женщины    | 10,758       | 23 Q         | GBRЭмма Финукейн П    | FRAТаки Мари-Дивин Куаме COLСтефани Куадрадо П | завершила выступление | завершила выступление | завершила выступление | завершила выступление                       | завершила выступление          | завершила выступление | завершила выступление                                           | завершила выступление |
| Никола Сибяк      | Женщины    | 10,945       | 25           | завершила выступление | завершила выступление                          | завершила выступление | завершила выступление | завершила выступление | завершила выступление                       | завершила выступление          | завершила выступление | завершила выступление                                           | завершила выступление |

Кейрин
| Спортсмен         | Дисциплина | Раунд 1 | Утеш. | Четвертьфиналы        | Полуфиналы            | Финал                 |
| Спортсмен         | Дисциплина | Место   | Место | Место                 | Место                 | Место                 |
| ----------------- | ---------- | ------- | ----- | --------------------- | --------------------- | --------------------- |
| Матеуш Рудык      | Мужчины    | 2 Q     | —     | 3 Q                   | 6 Q FB                | 10                    |
| Марлена Карвацкая | Женщины    | 3 R     | 3     | завершила выступление | завершила выступление | завершила выступление |
| Урсула Лось       | Женщины    | 5 R     | 5     | завершила выступление | завершила выступление | завершила выступление |

Омниум
| Спортсмен     | Дисциплина | Скрэтч | Скрэтч | Темповая гонка | Темповая гонка | Гонка с выбыванием | Гонка с выбыванием | Гонка по очкам | Гонка по очкам | Всего | Всего |
| Спортсмен     | Дисциплина | Очки   | Место  | Очки           | Место          | Очки               | Место              | Очки           | Место          | Очки  | Место |
| ------------- | ---------- | ------ | ------ | -------------- | -------------- | ------------------ | ------------------ | -------------- | -------------- | ----- | ----- |
| Алан Банашек  | Мужчины    | 4      | 19     | 8              | 17             | 24                 | 9                  | 5              | 11             | 41    | 18    |
| Дарья Пикулик | Женщины    | 14     | 14     | 36             | 3              | 22                 | 10                 | 59             | 1              | 131   | 2     |

Мэдисон
| Спортсмены                     | Дисциплина | Очки | Круги | Место |
| ------------------------------ | ---------- | ---- | ----- | ----- |
| Дарья Пикулик Виктория Пикулик | Женщины    | 14   | 0     | 7     |

### Маунтинбайк
Польша завоевала по одному месту в мужские и женские соревнования по маунтинбайку в соответствии с Олимпийским квалификационным рейтингом UCI.
| Спортсмен       | Категория | Время    | Место |
| --------------- | --------- | -------- | ----- |
| Кшиштоф Лукасик | Мужчины   | 1:33.55  | 27    |
| Паула Горицкая  | Женщины   | -2 КРУГА | 27    |

## Волейбол
Мужская и женская волейбольные команды Польши завоевали право участвовать в олимпийском турнирепо результатм Олимпийских квалификационных турниров: мужская сборная выиграла турнир в Сиане, Китай, женская сборная заняла второе место на турнире в Лодзи, Польша.
| Команда | Соревнование   | Групповая стадия | Групповая стадия | Групповая стадия | Групповая стадия | Четвертьфиналы | Полуфиналы            | Финал / Матч за 3 место | Финал / Матч за 3 место |
| Команда | Соревнование   | Соперник Счёт    | Соперник Счёт    | Соперник Счёт    | Место            | Соперник Счёт  | Соперник Счёт         | Соперник Счёт           | Место                   |
| ------- | -------------- | ---------------- | ---------------- | ---------------- | ---------------- | -------------- | --------------------- | ----------------------- | ----------------------- |
| Польша  | Мужской турнир | Египет В 3–0     | Бразилия В 3–2   | Италия П 1–3     | 2 Q              | Словения В 3–1 | США В 3–2             | Франция П 0–3           | 2                       |
| Польша  | Женский турнир | Япония В 3–1     | Кения В 3–0      | Бразилия П 0–3   | 2 Q              | США П 0–3      | завершили выступление | завершили выступление   | завершили выступление   |

### Мужской турнир
Состав команды
Состав команды был объявлен 8 июля 2024 года.
Тренер:  Никола Грбич
- Лукаш Качмарек[англ.] ДИ
- Бартош Курек (К) ДИ
- Вильфредо Леон ДО
- Александер Сливка ДО
- Гжегож Ломач[англ.] СВ
- Якуб Кохановский[англ.] ЦБ
- Камиль Семенюк[англ.] ДО
- Павел Заторский[англ.] Л
- Марцин Януш[англ.] СВ
- Матеуш Бенек[англ.] ЦБ
- Томаш Форналь[англ.] ДО
- Норберт Хубер[англ.] ЦБ

Групповой этап
|             | Матчи | Матчи | Очки | Сеты | Сеты | Сеты  | Мячи | Мячи | Мячи  |
| В           | П     | В     | Очки | П    | В:П  | В     | П    | В:П  |       |
| ----------- | ----- | ----- | ---- | ---- | ---- | ----- | ---- | ---- | ----- |
| 1. Италия   | 3     | 0     | 9    | 9    | 2    | 4,500 | 269  | 224  | 1,201 |
| 2. Польша   | 2     | 1     | 5    | 7    | 5    | 1,400 | 260  | 256  | 1,016 |
| 3. Бразилия | 1     | 2     | 4    | 6    | 6    | 1,000 | 273  | 241  | 1,133 |
| 4. Египет   | 0     | 3     | 0    | 0    | 9    | 0,000 | 144  | 225  | 0,640 |

| 27 июля 17:00 (UTC+2) |

| Польша                         | 3:0  | Египет   |
| (25:21, 25:19, 25:13) Отчёт P2 |      |          |
| Леон 13                        | Очки | 14 Масуд |

| Париж, Paris Sud 1 Зрителей: 9408 Судьи: Эпаминондас Геронтодорос (Греция), Ивайло Иванов (Болгария) |

| 31 июля 9:00 (UTC+2) |

| Польша                                       | 3:2  | Бразилия              |
| (22:25, 25:19, 19:25, 25:23, 15:12) Отчёт P2 |      |                       |
| Леон 26                                      | Очки | 18 Адриано, Лукарелли |

| Париж, Paris Sud 1 Зрителей: 9464 Судьи: Стефано Чезаре (Италия), Денни Сеспедес (Доминиканская Респ.) |

| 3 августа 17:00 (UTC+2) |

| Польша                                | 1:3  | Италия    |
| (15:25, 18:25, 26:24, 20:25) Отчёт P2 |      |           |
| Курек 14                              | Очки | 20 Романо |

| Париж, Paris Sud 1 Зрителей: 9441 Судьи: Юрай Мокрый (Словакия), Денни Сеспедес (Доминиканская Респ.) |

Четвертьфиналы
| 5 августа 9:00 (UTC+2) |

| Словения                              | 1:3  | Польша  |
| (20:25, 26:24, 19:25, 20:25) Отчёт P2 |      |         |
| Чебуль 16                             | Очки | 20 Леон |

| Париж, Paris Sud 1 Зрителей: 9274 Судьи: Скотт Дзиевирз (Канада), Стефано Чезаре (Италия) |

Полуфиналы
| 7 августа 16:00 (UTC+2) |

| Польша                                       | 3:2  | США         |
| (25:23, 25:27, 14:25, 25:23, 15:13) Отчёт P2 |      |             |
| Леон 26                                      | Очки | 24 Андерсон |

| Париж, Paris Sud 1 Зрителей: 9333 Судьи: Стефано Чезаре (Италия), Фабрис Колладос (Франция) |

Финал
| 10 августа 13:00 (UTC+2) |

| Франция                        | 3:0  | Польша   |
| (25:19, 25:20, 25:23) Отчёт P2 |      |          |
| Патри 17                       | Очки | 10 Курек |

| Париж, Paris Sud 1 Зрителей: 9233 Судьи: Стефано Чезаре (Италия), Хамид аль-Роуси (ОАЭ) |

### Женский турнир
Состав команды
Главный тренер: Стефано Лаварини (Италия), тренеры: Никола Веттори (Италия), Бартош Суфа. 
Групповой этап
|             | Матчи | Матчи | Очки | Сеты | Сеты | Сеты  | Мячи | Мячи | Мячи  |
| В           | П     | В     | Очки | П    | В:П  | В     | П    | В:П  |       |
| ----------- | ----- | ----- | ---- | ---- | ---- | ----- | ---- | ---- | ----- |
| 1. Бразилия | 3     | 0     | 9    | 9    | 0    | max   | 238  | 165  | 1,442 |
| 2. Польша   | 2     | 1     | 6    | 6    | 4    | 1,500 | 244  | 230  | 1,061 |
| 3. Япония   | 1     | 2     | 3    | 4    | 6    | 0,667 | 226  | 224  | 1,009 |
| 4. Кения    | 0     | 3     | 0    | 0    | 9    | 0,000 | 136  | 225  | 0,604 |

| 28 июля 13:00 (UTC+2) |

| Польша                                | 3:1  | Япония    |
| (20:25, 25:22, 25:23, 28:26) Отчёт P2 |      |           |
| Корнелюк 20                           | Очки | 26 Нисида |

| Париж, Paris Sud 1 Зрителей: 9162 Судьи: Карина Рене (Аргентина), Ван Цзылин (Китай) |

| 31 июля 21:00 (UTC+2) |

| Польша                         | 3:0  | Кения    |
| (25:14, 25:17, 25:15) Отчёт P2 |      |          |
| Менджик 13                     | Очки | 14 Овино |

| Париж, Paris Sud 1 Зрителей: 9447 Судьи: Анжела Грасс (Бразилия), Ваэль Кандиль (Египет) |

| 4 августа 21:00 (UTC+2) |

| Бразилия                       | 3:0  | Польша    |
| (25:21, 38:36, 25:14) Отчёт P2 |      |           |
| Габи 21                        | Очки | 13 Стысяк |

| Париж, Paris Sud 1 Зрителей: 9505 Судьи: Фабрис Колладос (Франция), Денни Сеспедес (Доминиканская Респ.) |

Четвертьфиналы
| 6 августа 17:00 (UTC+2) |

| США                            | 3:0  | Польша     |
| (25:22, 25:14, 25:20) Отчёт P2 |      |            |
| Дрюс 13                        | Очки | 12 Лукасик |

| Париж, Paris Sud 1 Зрителей: 9244 Судьи: Карина Рене (Аргентина), Владимир Симонович (Швейцария) |

## Гольф
Польша получила одно место в мужские соревнования по гольфу в соответствии с рейтингом IGF.
| Сопртсмен     | Категория | Раунд 1 | Раунд 2 | Раунд 3 | Раунд 4 | Итого | Итого | Итого |
| Сопртсмен     | Категория | Счет    | Счет    | Счет    | Счет    | Счет  | К пар | Место |
| ------------- | --------- | ------- | ------- | ------- | ------- | ----- | ----- | ----- |
| Адриан Меронк | Мужчины   | 73      | 71      | 72      | 71      | 287   | +3    | =49   |

## Гребля на байдарках и каноэ

### Гладкая вода
Польша завоевала право выставить четыре лодки в соревнованиях по гребле на байдарках и каноэ на гладкой воде по результатам Чемпионата мира 2023 года в Дуйсбурге, Германия, одну за счет перераспределения квот и еще одну лодку по итогам Европейской квалификационной регаты 2024 года в Сегеде, Венгрия. Также Польша получила возможность заявить еще три лодки благодаря квалификации гребцов в других дисциплинах согласно правилам ICF.
Мужчины
| Спортсмен                     | Дисциплина            | Заезды  | Заезды | Четвертьфиналы | Четвертьфиналы | Полуфиналы | Полуфиналы | Финалы  | Финалы |
| Спортсмен                     | Дисциплина            | Время   | Место  | Время          | Место          | Время      | Место      | Время   | Место  |
| ----------------------------- | --------------------- | ------- | ------ | -------------- | -------------- | ---------- | ---------- | ------- | ------ |
| Якуб Степун Пржемыслав Корсак | Байдарка-двойка 500 м | 1:28.84 | 1 SF   | —              | —              | 1:30.95    | 8 FB       | 1:32.05 | 13     |
| Виктор Глазунов               | Каноэ-одиночка 1000 м | 3:48.40 | 1 SF   | —              | —              | 3:45.30    | 3 FA       | 3:49.05 | 6      |

Женщины
| Спортсмен                                                   | Дисциплина              | Заезды  | Заезды | Четвертьфиналы | Четвертьфиналы | Полуфиналы            | Полуфиналы            | Финалы                | Финалы                |
| Спортсмен                                                   | Дисциплина              | Время   | Место  | Время          | Место          | Время                 | Место                 | Время                 | Место                 |
| ----------------------------------------------------------- | ----------------------- | ------- | ------ | -------------- | -------------- | --------------------- | --------------------- | --------------------- | --------------------- |
| Доминика Путто                                              | Байдарка-одиночка 500 м | 1.52,49 | 3 QF   | 1.51,82        | 1 SF           | 1.51,43               | 5 FC                  | 1.52,85               | 18                    |
| Мартина Клатт Хелена Висневская                             | Байдарка-двойка 500 м   | 1.40,95 | 1 SF   | —              | —              | 1.40,73               | 6 FB                  | 1.43,82               | 11                    |
| Каролина Ная Анна Пулавская                                 | Байдарка-двойка 500 м   | 1.39,18 | 2 SF   | —              | —              | 1.42,14               | 7 FB                  | 1.44,50               | 12                    |
| Адрианна Конколь Каролина Ная Анна Пулавская Доминика Путто | Байдарка-четверка 500 м | 1.33,87 | 3 FA   | —              | —              | —                     | —                     | 1:33.17               | 4                     |
| Дорота Боровская                                            | Каноэ-одиночка 200 м    | 47,92   | 1 SF   | —              | —              | 46,52                 | 6 FB                  | 46,36                 | 10                    |
| Катаржина Шперкевич                                         | Каноэ-одиночка 200 м    | 47,49   | 4 QF   | 47,74          | 3              | завершила выступление | завершила выступление | завершила выступление | завершила выступление |
| Дорота Боровская Сильвия Щербиньская                        | Каноэ-двойка 200 м      | 1.58,42 | 3 QF   | 1.55,39        | 1 SF           | 1.57,19               | 4 FA                  | 1.55,75               | 5                     |

### Гребной слалом
Польша завоевала по результатам Чемпионата мира по гребному слалому 2023 года в Лондоне, Великобритания право выставить по две лодки в соревнованиях на байдарках и каноэ у мужчин и женщин, а также автоматически участвовать в кроссе на байдарках у мужчин и женщин, в том числе одну за счет перераспределения квот.
Мужчины
| Спортсмен      | Дисциплина        | Заезды    | Заезды | Заезды    | Заезды | Заезды       | Заезды | Полуфинал | Полуфинал | Финал                | Финал                |
| Спортсмен      | Дисциплина        | 1 попытка | Место  | 2 попытка | Место  | Лучшее время | Место  | Время     | Место     | Время                | Место                |
| -------------- | ----------------- | --------- | ------ | --------- | ------ | ------------ | ------ | --------- | --------- | -------------------- | -------------------- |
| Матеуш Полачик | Байдарка-одиночка | 87,89     | 10     | 139,58    | 23     | 87,89        | 13 SF  | 98,49     | 13        | завершил выступление | завершил выступление |
| Гжегож Хедвиг  | Каноэ-одиночка    | 94,08     | 7      | 100,30    | 13     | 94,08        | 8 SF   | 104,24    | 12 F      | 105,81               | 10                   |

Женщины
| Спортсмен           | Дисциплина        | Заезды    | Заезды | Заезды    | Заезды | Заезды       | Заезды | Полуфинал | Полуфинал | Финал                 | Финал                 |
| Спортсмен           | Дисциплина        | 1 попытка | Место  | 2 попытка | Место  | Лучшее время | Место  | Время     | Место     | Время                 | Место                 |
| ------------------- | ----------------- | --------- | ------ | --------- | ------ | ------------ | ------ | --------- | --------- | --------------------- | --------------------- |
| Клаудия Зволиньская | Байдарка-одиночка | 96,33     | 5      | 93,03     | 2      | 93,03        | 2 SF   | 99,84     | 2 F       | 97,53                 | 2                     |
| Клаудия Зволиньская | Каноэ-одиночка    | 106,84    | 6      | 107,89    | 9      | 106,84       | 10 SF  | 123,64    | 17        | завершила выступление | завершила выступление |

Кросс на байдарках
| Спортсмен           | Категория | Квалиф. время | Место | 1 круг | Утеш. заезды | 2 круг | Четвертьфиналы        | Полуфиналы            | Финал                 | Место |
| ------------------- | --------- | ------------- | ----- | ------ | ------------ | ------ | --------------------- | --------------------- | --------------------- | ----- |
| Матеуш Полачик      | Мужчины   | 68,11         | 9     | 2 Q    | —            | 2 Q    | 2 Q                   | 4 Q FB                | 4                     | 8     |
| Гжегож Хедвиг       | Мужчины   | 81,42         | 35    | 4 R    | 1 Q          | 2 Q    | 4                     | завершил выступление  | завершил выступление  | 16    |
| Клаудия Зволиньская | Женщины   | 75,19         | 18    | 3 R    | 1 Q          | 3      | завершила выступление | завершила выступление | завершила выступление | 22    |

## Дзюдо
Польша получила по рейтингу IJF по два места в мужских и женских соревнованиях.
| Спортсмен           | Категория         | 1/16 финала                     | 1/8 финала                       | Четвертьфиналы        | Полуфиналы            | Утеш. поединки        | Финал / За 3 место    | Финал / За 3 место    |
| Спортсмен           | Категория         | Соперник Результат              | Соперник Результат               | Соперник Результат    | Соперник Результат    | Соперник Результат    | Соперник Результат    | Место                 |
| ------------------- | ----------------- | ------------------------------- | -------------------------------- | --------------------- | --------------------- | --------------------- | --------------------- | --------------------- |
| Адам Стодольский    | Мужчины до 73 кг  | ITAМануэль Ломбардо П 00–10     | завершил выступление             | завершил выступление  | завершил выступление  | завершил выступление  | завершил выступление  | завершил выступление  |
| Пётр Кучера         | Мужчины до 100 кг | CHIТомас Брисеньо В 10–00       | AZEЗелим Коцоев П 00–10          | завершил выступление  | завершил выступление  | завершил выступление  | завершил выступление  | завершил выступление  |
| Ангелика Шиманьская | Женщины до 63 кг  | ITAСавита Руссо В 01–00         | MEXПриска Авити Алькарас П 00–01 | завершила выступление | завершила выступление | завершила выступление | завершила выступление | завершила выступление |
| Беата Пацут         | Женщины до 78 кг  | BDIАнже Сиелла Нирагира В 10–00 | NEDГюше Стенхёйс П 00–01         | завершила выступление | завершила выступление | завершила выступление | завершила выступление | завершила выступление |

## Конный спорт
Польша завоевала максимально возможное количество мест в олимпийском турнире по конному спорту — по команде из трех человек и три места в личных соревнованиях во всех трех олимпийских дисциплинах конного спорта. Все три команды квалифицировались как лучшие в олимпийской квалификации группы С (Центральная и Восточная Европа, Центральная Азия).

### Выездка
| Спортсмен                                          | Лошадь       | Дисциплина       | Гран При | Гран При | Специальный Гран При  | Специальный Гран При  | Произвольный Гран При | Произвольный Гран При |
| Спортсмен                                          | Лошадь       | Дисциплина       | Баллы    | Место    | Баллы                 | Место                 | Баллы                 | Место                 |
| -------------------------------------------------- | ------------ | ---------------- | -------- | -------- | --------------------- | --------------------- | --------------------- | --------------------- |
| Катажина Мильчарек                                 | Guapo        | Личный турнир    | 66,910   | 47       | —                     | —                     | завершила выступление | завершила выступление |
| Сандра Сысоева                                     | Maxima Bella | Личный турнир    | 73,416   | 18 Q     | —                     | —                     | 80,075                | 15                    |
| Александра Шульц                                   | Breakdance   | Личный турнир    | 60,078   | 59       | —                     | —                     | завершила выступление | завершила выступление |
| Катажина Мильчарек Сандра Сысоева Александра Шульц | См. выше     | Командный турнир | 200,404  | 14       | завершили выступление | завершили выступление | —                     | —                     |

### Троеборье
| Спортсмен                                                    | Лошадь               | Дисциплина       | Выездка | Выездка | Кросс  | Кросс  | Кросс | Конкур               | Конкур               | Конкур               | Конкур                | Конкур                | Конкур                | Всего                 | Всего                 |
| Спортсмен                                                    | Лошадь               | Дисциплина       | Выездка | Выездка | Кросс  | Кросс  | Кросс | Квалификация         | Квалификация         | Квалификация         | Финал                 | Финал                 | Финал                 | Всего                 | Всего                 |
| Спортсмен                                                    | Лошадь               | Дисциплина       | Штраф   | Место   | Штраф  | Всего  | Место | Штраф                | Всего                | Место                | Штраф                 | Всего                 | Место                 | Штраф                 | Место                 |
| ------------------------------------------------------------ | -------------------- | ---------------- | ------- | ------- | ------ | ------ | ----- | -------------------- | -------------------- | -------------------- | --------------------- | --------------------- | --------------------- | --------------------- | --------------------- |
| Роберт Повала                                                | Tosca del Castegno   | Личный турнир    | 34,70   | 39      | 60,00  | 94,70  | 54    | 1,60                 | 96,30                | 48                   | завершила выступление | завершила выступление | завершила выступление | завершила выступление | завершила выступление |
| Малгожата Корицкая                                           | Canvalencia          | Личный турнир    | 39,40   | 57      | 21,20  | 60,60  | 44    | 10,00                | 70,60                | 39                   | завершила выступление | завершила выступление | завершила выступление | завершила выступление | завершила выступление |
| Ян Каминьский                                                | Jard                 | Личный турнир    | 35,80   | 46      | 200,00 | DSQ    | DSQ   | завершил выступление | завершил выступление | завершил выступление | завершил выступление  | завершил выступление  | завершил выступление  | завершил выступление  | завершил выступление  |
| Роберт Повала Малгожата Корицкая Ян Каминьский Виктория Кнап | См. выше Quintus 134 | Командный турнир | 109,90  | 15      | 281,20 | 391,10 | 16    | 54,40                | 445,40               | 16                   | —                     | —                     | —                     | 445,40                | 16                    |

### Конкур
| Спортсмен                                         | Лошадь       | Дисциплина       | Квалификация | Квалификация | Квалификация | Финал                 | Финал                 | Финал                 |
| Спортсмен                                         | Лошадь       | Дисциплина       | Штраф        | Время        | Место        | Штраф                 | Время                 | Место                 |
| ------------------------------------------------- | ------------ | ---------------- | ------------ | ------------ | ------------ | --------------------- | --------------------- | --------------------- |
| Адам Гржегоржевский                               | ISSEM        | Личный турнир    | 8            | 78,40        | 52           | завершил выступление  | завершил выступление  | завершил выступление  |
| Давид Кубяк                                       | Flash Blue B | Личный турнир    | 8            | 78,63        | 53           | завершил выступление  | завершил выступление  | завершил выступление  |
| Максимилиан Вехта                                 | Chepettano   | Личный турнир    | 12           | 76,19        | 58           | завершил выступление  | завершил выступление  | завершил выступление  |
| Адам Гржегоржевский Давид Кубяк Максимилиан Вехта | См. выше     | Командный турнир | 53           |              | 17           | завершили выступление | завершили выступление | завершили выступление |

## Легкая атлетика
Польские легкоатлеты выполнили нормативы для участия в Играх 2024 года, пройдя прямую квалификацию или по мировому рейтингу, в следующих соревнованиях (максимум по 3 спортсмена в каждом). Также несколько спортсменов получили возможность участвовать в олимпийских соревнованиях в результате перераспределения квот.
Беговые дисциплины
Мужчины
| Спортсмен                                                            | Дисциплина            | Забеги    | Забеги | Утеш. забеги         | Утеш. забеги         | Полуфиналы           | Полуфиналы           | Финал                 | Финал                 |
| Спортсмен                                                            | Дисциплина            | Результат | Место  | Результат            | Место                | Результат            | Место                | Результат             | Место                 |
| -------------------------------------------------------------------- | --------------------- | --------- | ------ | -------------------- | -------------------- | -------------------- | -------------------- | --------------------- | --------------------- |
| Оливер Вдовик                                                        | 100 м                 | 11,53     | 9      | завершил выступление | завершил выступление | завершил выступление | завершил выступление | завершил выступление  | завершил выступление  |
| Альберт Команьский                                                   | 200 м                 | 20,77     | 8 R    | 20,90                | 5                    | завершил выступление | завершил выступление | завершил выступление  | завершил выступление  |
| Матеуш Борковский                                                    | 800 м                 | 1.47,50   | 7 R    | 1.45,27              | 6                    | завершил выступление | завершил выступление | завершил выступление  | завершил выступление  |
| Филип Рак                                                            | 1500 м                | 3.38,12   | 11 R   | 3.34,53              | 7                    | завершил выступление | завершил выступление | завершил выступление  | завершил выступление  |
| Мацей Выдерка                                                        | 1500 м                | 3.38,79   | 12 R   | 3.36,79              | 9                    | завершил выступление | завершил выступление | завершил выступление  | завершил выступление  |
| Дамьян Чикер                                                         | 110 м с/б             | 13,99     | 8 R    | 13,71                | 5                    | завершил выступление | завершил выступление | завершил выступление  | завершил выступление  |
| Кшиштоф Кильян                                                       | 110 м с/б             | 13,67     | 8 R    | 13,73                | 6                    | завершил выступление | завершил выступление | завершил выступление  | завершил выступление  |
| Якуб Шиманьский                                                      | 110 м с/б             | 13,75     | 7 R    | 13,63                | 4                    | завершил выступление | завершил выступление | завершил выступление  | завершил выступление  |
| Махер Бен Хлима                                                      | Ходьба 20 км          | —         | —      | —                    | —                    | —                    | —                    | 1:22.34               | 29                    |
| Артур Брзозовский                                                    | Ходьба 20 км          | —         | —      | —                    | —                    | —                    | —                    | 1:22.11               | 27                    |
| Максимилиан Швед Кароль Залевский Даниэль Солтысяк Каетан Душиньский | Эстафета 4×400 метров | 3.01,21   | 7      | —                    | —                    | —                    | —                    | завершили выступление | завершили выступление |

Женщины
| Спортсмен                                                                     | Дисциплина            | Забеги     | Забеги | Утеш. забеги          | Утеш. забеги          | Полуфиналы            | Полуфиналы            | Финал                 | Финал                 |
| Спортсмен                                                                     | Дисциплина            | Результат  | Место  | Результат             | Место                 | Результат             | Место                 | Результат             | Место                 |
| ----------------------------------------------------------------------------- | --------------------- | ---------- | ------ | --------------------- | --------------------- | --------------------- | --------------------- | --------------------- | --------------------- |
| Ева Свобода                                                                   | 100 м                 | 10,99      | 1 Q    | —                     | —                     | 11,08                 | 4                     | завершила выступление | завершила выступление |
| Магдалена Стефанович                                                          | 100 м                 | 11,47      | 7      | завершила выступление | завершила выступление | завершила выступление | завершила выступление | завершила выступление | завершила выступление |
| Мартина Котвила                                                               | 200 м                 | 23,43      | 6 R    | 23,50                 | 4                     | завершила выступление | завершила выступление | завершила выступление | завершила выступление |
| Кристина Тимановская                                                          | 200 м                 | 23,30      | 5 R    | 23,01                 | 2                     | завершила выступление | завершила выступление | завершила выступление | завершила выступление |
| Наталья Качмарек                                                              | 400 м                 | 49,98      | 1 Q    | —                     | —                     | 49,45                 | 1 Q                   | 48,98                 | 3                     |
| Юстина Свенти-Эрсетиц                                                         | 400 м                 | 50,95      | 4 R    | 50,89                 | 2                     | завершила выступление | завершила выступление | завершила выступление | завершила выступление |
| Анна Вельгош                                                                  | 800 м                 | 2.02,54    | 8 R    | 2.05,77               | 7                     | завершила выступление | завершила выступление | завершила выступление | завершила выступление |
| Клаудия Казимерская                                                           | 1500 м                | 4.03,49    | 4 Q    | —                     | —                     | 4.00,21               | 5 Q                   | 4.00,12               | 10                    |
| Вероника Лизаковская                                                          | 1500 м                | 4.01,54    | 5 Q    | —                     | —                     | 3.57,31 NR            | 7                     | завершила выступление | завершила выступление |
| Александра Плоциньская                                                        | 1500 м                | 4.10,12    | 14 R   | 4.09,47               | 9                     | завершила выступление | завершила выступление | завершила выступление | завершила выступление |
| Пия Скришовская                                                               | 100 м с/б             | 12,82      | 3 Q    | —                     | —                     | 12,55                 | =3                    | завершила выступление | завершила выступление |
| Алисия Конечек                                                                | 3000 м с/пр           | 9.16,51 NR | 4 Q    | —                     | —                     | —                     | —                     | 9.21,31               | 13                    |
| Анета Конечек                                                                 | 3000 м с/пр           | 9.24,43    | 9      | —                     | —                     | —                     | —                     | завершила выступление | завершила выступление |
| Кинга Кролик                                                                  | 3000 м с/пр           | 9.26,61    | 8      | —                     | —                     | —                     | —                     | завершила выступление | завершила выступление |
| Александра Лисовская                                                          | Марафон               | —          | —      | —                     | —                     | —                     | —                     | 2:31.10               | 36                    |
| Ангелика Мах                                                                  | Марафон               | —          | —      | —                     | —                     | —                     | —                     | 2:37.56               | 64                    |
| Катаржина Здзебло                                                             | Ходьба на 20 км       | 1:33.52    | 30     |                       |                       |                       |                       |                       |                       |
| Магдалена Немчик Магдалена Стефанович Ева Свобода Кристина Тимановская        | Эстафета 4×100 метров | 42,86      | 5      | —                     | —                     | —                     | —                     | завершили выступление | завершили выступление |
| Александра Формелля Анастасия Кусь Алиция Врона-Кутшепа Юстина Свенти-Эрсетиц | Эстафета 4×400 метров | 3.26,69    | 6      | —                     | —                     | —                     | —                     | завершили выступление | завершили выступление |

Микст
| Спортсмен                                                                                           | Дисциплина            | Забеги    | Забеги | Финал     | Финал |
| Спортсмен                                                                                           | Дисциплина            | Результат | Место  | Результат | Место |
| --------------------------------------------------------------------------------------------------- | --------------------- | --------- | ------ | --------- | ----- |
| Максимилиан Швед Кароль Залевский Марина Попович-Драпала Алиция Врона-Кутшепа Юстина Свенти-Эрсетиц | Эстафета 4×400 метров | 3.11,43   | 5 q    | 3.12,39   | 7     |
| Махер Бен Хлима Ольга Хоецкая                                                                       | Ходьба эстафета       | —         | —      | 3:00.55   | 16    |

Технические дисциплины
Мужчины
| Спортсмен         | Дисциплина      | Полуфиналы | Полуфиналы | Финал                | Финал                |
| Спортсмен         | Дисциплина      | Результат  | Место      | Результат            | Место                |
| ----------------- | --------------- | ---------- | ---------- | -------------------- | -------------------- |
| Пётр Лисек        | Прыжки с шестом | 5,60       | 15         | завершил выступление | завершил выступление |
| Роберт Собера     | Прыжки с шестом | 5,60       | 15         | завершил выступление | завершил выступление |
| Конрад Буковецкий | Толкание ядра   | 18,83      | 28         | завершил выступление | завершил выступление |
| Михал Харатык     | Толкание ядра   | 19,94      | 19         | завершил выступление | завершил выступление |
| Войцех Новицкий   | Метание молота  | 76,32      | 10 q       | 77,42                | 7                    |
| Павел Файдек      | Метание молота  | 76,56      | 9 q        | 78,80                | 5                    |
| Киприан Мжиглуд   | Метание копья   | 78,50      | 23         | завершил выступление | завершил выступление |
| Марцин Круковский | Метание копья   | 82,34      | 14         | завершил выступление | завершил выступление |
| Давид Вегнер      | Метание копья   | 76,89      | 26         | завершил выступление | завершил выступление |

Женщины
| Спортсмен        | Дисциплина      | Полуфиналы | Полуфиналы | Финал                 | Финал                 |
| Спортсмен        | Дисциплина      | Результат  | Место      | Результат             | Место                 |
| ---------------- | --------------- | ---------- | ---------- | --------------------- | --------------------- |
| Мария Жодзик     | Прыжки в высоту | 1,83       | 28         | завершила выступление | завершила выступление |
| Никола Хоровская | Прыжки в длину  | 6,31       | 27         | завершила выступление | завершила выступление |
| Клаудиа Кардаш   | Толкание ядра   | 17,45      | 19         | завершила выступление | завершила выступление |
| Дарья Забавская  | Метание диска   | 60,86      | 20         | завершила выступление | завершила выступление |
| Анита Влодарчик  | Метание молота  | 71,06      | 12 q       | 74,23                 | 4                     |
| Мальвина Копрон  | Метание молота  | 67,68      | 23         | завершила выступление | завершила выступление |
| Мария Андрейчик  | Метание копья   | 65,52      | 1 Q        | 62,44                 | 8                     |

Комбинированные дисциплины – Семиборье
| Спортсмен      | Вид       | 100 м | ВЫ   | ЯД    | 200 м | ДЛ   | КО    | 800 м   | Сумма | Место |
| -------------- | --------- | ----- | ---- | ----- | ----- | ---- | ----- | ------- | ----- | ----- |
| Адрианна Сулек | Результат | 13,32 | 1,77 | 13,94 | 24,20 | 6,22 | 36,63 | 2.12,06 | 6226  | 12    |
| Адрианна Сулек | Баллы     | 1077  | 941  | 790   | 962   | 918  | 603   | 935     | 6226  | 12    |

## Настольный теннис
Польша получила право выставить команду и, автоматически, два места в личных соревнованиях женщин по рейтингу ITTF среди команд. Также Польша завоевала одно место в личных соревнованиях мужчин на Европейском квалификационном турнире 2024 года в Сараево, Босния и Герцеговина.
| Спортсмен                                      | Дисциплина      | Предв. круг                | 1/32                         | 1/16                  | 1/8                   | Четвертьфиналы        | Полуфиналы            | Финал / За 3 место    | Финал / За 3 место    |
| Спортсмен                                      | Дисциплина      | Соперник Результат         | Соперник Результат           | Соперник Результат    | Соперник Результат    | Соперник Результат    | Соперник Результат    | Соперник Результат    | Место                 |
| ---------------------------------------------- | --------------- | -------------------------- | ---------------------------- | --------------------- | --------------------- | --------------------- | --------------------- | --------------------- | --------------------- |
| Милош Редзимский                               | Мужчины личное  | —                          | EGYМохамед эль-Бейяли В 4–0  | DENАндерс Линд П 3–4  | завершил выступление  | завершил выступление  | завершил выступление  | завершил выступление  | завершил выступление  |
| Наталия Баёр                                   | Женщины личное  | —                          | THAСутасини Саветтабут В 4–3 | PORФу Юй В 4–3        | TPEЧжэн Ицзин П 0–4   | завершила выступление | завершила выступление | завершила выступление | завершила выступление |
| Катаржина Вегржин                              | Женщины личное  | MDVФатимат Дхима Али В 4–0 | SWEЛинда Бергстрём П 1–4     | завершила выступление | завершила выступление | завершила выступление | завершила выступление | завершила выступление | завершила выступление |
| Наталия Баёр Катаржина Вегржин Сюзанна Вельгос | Женщины команды | —                          | —                            | —                     | Япония · П 0–3        | завершили выступление | завершили выступление | завершили выступление | завершили выступление |

## Парусный спорт
Польша завоевала право выставить по одной лодке (яхте) в нижеследующих классах судов по результатам Чемпионата мира по парусному спорту 2023 года в Гааге, Нидерланды и регаты «Последний шанс» 2024 года в Йере, Франция
Гонки с выбыванием
| Спортсмен             | Дисциплина           | Открытые серии | Открытые серии | Открытые серии | Открытые серии | Открытые серии | Открытые серии | Открытые серии | Открытые серии | Открытые серии | Открытые серии | Открытые серии | Открытые серии | Открытые серии | Открытые серии | Открытые серии | Открытые серии | Открытые серии | Открытые серии | 1/4 финала           | Полуфинал             | Полуфинал             | Полуфинал             | Полуфинал             | Полуфинал             | Полуфинал             | Полуфинал             | Полуфинал             | Финал                 | Финал                 | Финал                 | Финал                 | Финал                 | Финал                 | Финал                 | Финал                 |
| Спортсмен             | Дисциплина           | 1              | 2              | 3              | 4              | 5              | 6              | 7              | 8              | 9              | 10             | 11             | 12             | 13             | 14             | 15             | 16             | Сумма          | Место          | Место                | 1                     | 2                     | 3                     | 4                     | 5                     | 6                     | Всего побед           | Место                 | 1                     | 2                     | 3                     | 4                     | 5                     | 6                     | Всего побед           | Место                 |
| --------------------- | -------------------- | -------------- | -------------- | -------------- | -------------- | -------------- | -------------- | -------------- | -------------- | -------------- | -------------- | -------------- | -------------- | -------------- | -------------- | -------------- | -------------- | -------------- | -------------- | -------------------- | --------------------- | --------------------- | --------------------- | --------------------- | --------------------- | --------------------- | --------------------- | --------------------- | --------------------- | --------------------- | --------------------- | --------------------- | --------------------- | --------------------- | --------------------- | --------------------- |
| Павел Тарновский      | Мужчины IQFoil       | 12             | 3              | 6              | 2              | 9              | 2              | 5              | 5              | 10             | 10             | 3              | 11             | 23             | —              | —              | —              | 66             | 4 Q            | 7                    | завершил выступление  | завершил выступление  | завершил выступление  | завершил выступление  | завершил выступление  | завершил выступление  | завершил выступление  | завершил выступление  | завершил выступление  | завершил выступление  | завершил выступление  | завершил выступление  | завершил выступление  | завершил выступление  | завершил выступление  | 10                    |
| Майя Дзярновская      | Женщины IQFoil       | 7              | 10             | 23             | 13             | 8              | 6              | 11             | 14             | 12             | 25 DSQ         | 8              | 4              | 7              | 2              | —              | —              | 102            | 6 Q            | 5                    | завершила выступление | завершила выступление | завершила выступление | завершила выступление | завершила выступление | завершила выступление | завершила выступление | завершила выступление | завершила выступление | завершила выступление | завершила выступление | завершила выступление | завершила выступление | завершила выступление | завершила выступление | 8                     |
| Максимилиан Заковский | Мужчины Формула Кайт | 21 DSQ         | 11             | 14             | 15             | 11             | 14             | 10             | отменены       | отменены       | отменены       | отменены       | отменены       | отменены       | отменены       | отменены       | отменены       | 60             | 16             | завершил выступление | завершил выступление  | завершил выступление  | завершил выступление  | завершил выступление  | завершил выступление  | завершил выступление  | завершил выступление  | завершил выступление  | завершил выступление  | завершил выступление  | завершил выступление  | завершил выступление  | завершил выступление  | завершил выступление  | завершил выступление  | завершил выступление  |
| Юлия Дамасевич        | Женщины Формула Кайт | 6              | 8              | 11             | 7              | 11             | 21 DNS         | отменены       | отменены       | отменены       | отменены       | отменены       | отменены       | отменены       | отменены       | отменены       | отменены       | 43             | 9 SF           | —                    | 3                     | —                     | —                     | —                     | —                     | —                     | 0                     | 3                     | завершила выступление | завершила выступление | завершила выступление | завершила выступление | завершила выступление | завершила выступление | завершила выступление | завершила выступление |

Медальные гонки
| Спортсмен                            | Дисциплина      | Гонка | Гонка | Гонка | Гонка | Гонка | Гонка | Гонка | Гонка  | Гонка    | Гонка    | Гонка | Гонка | Гонка | Баллы | Место |
| Спортсмен                            | Дисциплина      | 1     | 2     | 3     | 4     | 5     | 6     | 7     | 8      | 9        | 10       | 11    | 12    | M*    | Баллы | Место |
| ------------------------------------ | --------------- | ----- | ----- | ----- | ----- | ----- | ----- | ----- | ------ | -------- | -------- | ----- | ----- | ----- | ----- | ----- |
| Михал Красодомский                   | Мужчины ILCA 7  | 36    | 37    | 42    | 38    | 37    | 31    | 17    | 38     | отменены | отменены | —     | —     | EL    | 234   | 40    |
| Агата Барвинска                      | Женщины ILCA 6  | 34    | 12    | 30    | 20    | 6     | 19    | 2     | 20     | 11       | отменена | —     | —     | EL    | 120   | 15    |
| Доминик Буксак Шимон Вежбицкий       | Мужчины 49-й    | 10    | 8     | 6     | 1     | 18    | 14    | 8     | 1      | 13       | 8        | 5     | 7     | 5     | 93    | 5     |
| Александра Мельзацкая Сандра Янковяк | Женщины 49-й FX | 18    | 3     | 19    | 11    | 18    | 14    | 7     | 21 RET | 12       | 21 RET   | 2     | 19    | EL    | 144   | 18    |

M = Медальная гонка; EL = Выбыл – не участвовал в медальной гонке

## Плавание
Польские пловцы выполнили требования для участия в нижеследующих дисциплинах плавательного турнира Олимпиады (максимум два пловца, выполнивших Олимпийский квалификационный норматив (OST) или, возможно, Олимпийский рассматриваемый норматив (OCT)). 
Мужчины
| Спортсмен                                                      | Дисциплина                | Заплывы  | Заплывы | Полуфиналы           | Полуфиналы           | Финал                 | Финал                 |
| Спортсмен                                                      | Дисциплина                | Время    | Место   | Время                | Место                | Время                 | Место                 |
| -------------------------------------------------------------- | ------------------------- | -------- | ------- | -------------------- | -------------------- | --------------------- | --------------------- |
| Пётр Людвичак                                                  | 50 м вольный стиль        | 22,34    | 35      | завершил выступление | завершил выступление | завершил выступление  | завершил выступление  |
| Якуб Маерский                                                  | 100 м вольный стиль       | 49,44    | 36      | завершил выступление | завершил выступление | завершил выступление  | завершил выступление  |
| Якуб Маерский                                                  | 100 м баттерфляй          | 51,18    | 9 Q     | 51,37                | 11                   | завершил выступление  | завершил выступление  |
| Кшиштоф Хмелевский                                             | 1500 м вольный стиль      | 15.04,99 | 16      | —                    | —                    | завершил выступление  | завершил выступление  |
| Кшиштоф Хмелевский                                             | 200 м баттерфляй          | 1.55,42  | 9 Q     | 1.54,28              | 6 Q                  | 1.53,90               | 4                     |
| Ксаверий Масюк                                                 | 100 м на спине            | 53,08    | 5 Q     | 53,44                | =12                  | завершил выступление  | завершил выступление  |
| Ксаверий Масюк                                                 | 200 м на спине            | 1.58,01  | 17      | завершил выступление | завершил выступление | завершил выступление  | завершил выступление  |
| Ян Калусовский                                                 | 100 м брассом             | 1.00,40  | 22      | завершил выступление | завершил выступление | завершил выступление  | завершил выступление  |
| Ян Калусовский                                                 | 200 м брассом             | 2.11,87  | 20      | завершил выступление | завершил выступление | завершил выступление  | завершил выступление  |
| Михал Хмелевский                                               | 200 м баттерфляй          | 1.55,28  | 7 Q     | 1.54,64              | 9                    | завершил выступление  | завершил выступление  |
| Матеуш Хованец Доминик Дудыс Бартош Пищорович Камил Серадзкий] | 4 × 100 м вольный стиль   | 3.14,94  | 13      | —                    | —                    | завершили выступление | завершили выступление |
| Ксаверий Масюк Ян Калусовский Якуб Маерский Бартош Пищорович   | 4 × 100 м комбинированная | 3.33,70  | 10      | —                    | —                    | завершили выступление | завершили выступление |
| Пётр Возняк                                                    | 10 км открытая вода       | —        | —       | —                    | —                    | 2:02.38,6             | 22                    |

Женщины
| Спортсмен                                                         | Дисциплина                | Заплывы | Заплывы | Полуфиналы            | Полуфиналы            | Финал                 | Финал                 |
| Спортсмен                                                         | Дисциплина                | Время   | Место   | Время                 | Место                 | Время                 | Место                 |
| ----------------------------------------------------------------- | ------------------------- | ------- | ------- | --------------------- | --------------------- | --------------------- | --------------------- |
| Катажина Васик                                                    | 50 м вольный стиль        | 24,27   | 2 Q     | 24,23                 | 3 Q                   | 24,33                 | 5                     |
| Корнелия Федкевич                                                 | 50 м вольный стиль        | 24,94   | 20      | завершила выступление | завершила выступление | завершила выступление | завершила выступление |
| Корнелия Федкевич                                                 | 100 м вольный стиль       | 55,25   | 20      | завершила выступление | завершила выступление | завершила выступление | завершила выступление |
| Адела Пискорская                                                  | 100 м на спине            | 1.00,47 | 17      | завершила выступление | завершила выступление | завершила выступление | завершила выступление |
| Адела Пискорская                                                  | 200 м на спине            | 2.13,39 | 24      | завершила выступление | завершила выступление | завершила выступление | завершила выступление |
| Лаура Бернат                                                      | 200 м на спине            | 2.14,57 | 25      | завершила выступление | завершила выступление | завершила выступление | завершила выступление |
| Доминика Штандера                                                 | 100 м брасс               | 1.07,22 | 21      | завершила выступление | завершила выступление | завершила выступление | завершила выступление |
| Катажина Васик Корнелия Федкевич Юлия Майк Зузанна Фамулок        | 4 × 100 м вольный стиль   | 3.40,67 | 13      | —                     | —                     | завершили выступление | завершили выступление |
| Адела Пискорская Доминика Штандера Паулина Педа Корнелия Федкевич | 4 × 100 м комбинированная | 4.00,94 | 12      | —                     | —                     | завершили выступление | завершили выступление |

Микст
| Кацпер Стоковский Доминика Штандера Адриан Яскевич Корнелия Федкевич | 4 × 100 м комбинированная | 3.48,19 | 14 | — | — | завершили выступление | завершили выступление |

## Пляжный волейбол
Польша получила одну квоту на участие в мужском олимпийском турнире по пляжному волейболу на основании Олимпийского рейтинга FIVB.
| Спортсмены               | Категория | Групповой этап                                 | Групповой этап                                 | Групповой этап                                 | Групповой этап | 1/8 финала                                     | Четвертьфиналы        | Полуфиналы            | Финал / Матч за 3 место | Место                 |
| Спортсмены               | Категория | Соперник Счёт                                  | Соперник Счёт                                  | Соперник Счёт                                  | Место          | Соперник Счёт                                  | Соперник Счёт         | Соперник Счёт         | Соперник Счёт           | Место                 |
| ------------------------ | --------- | ---------------------------------------------- | ---------------------------------------------- | ---------------------------------------------- | -------------- | ---------------------------------------------- | --------------------- | --------------------- | ----------------------- | --------------------- |
| Михал Брыль Бартош Лосяк | Мужчины   | AUSТомас Ходжес Закери Шуберт В (21–16, 21–16) | FRAРеми Бассеро Жюльен Линель В (21–15, 21-18) | GERНильс Элерс Клеменс Виклер П (19–21, 15–21) | 2 Q            | ESPПабло Эррера Адриан Гавира П (20–22, 18–21) | завершили выступление | завершили выступление | завершили выступление   | завершили выступление |

## Прыжки в воду
Польша завоевала одно место на 10-метровой вышке у мужчин на Чемпионате мира по водным видам спорта 2024 года в Дохе, Катар.
| Спортсмен        | Дисциплина                | Квалификация | Квалификация | Полуфинал | Полуфинал | Финал                | Финал                |
| Спортсмен        | Дисциплина                | Баллы        | Место        | Баллы     | Место     | Баллы                | Место                |
| ---------------- | ------------------------- | ------------ | ------------ | --------- | --------- | -------------------- | -------------------- |
| Роберт Лукашевич | Мужчины 10-метровая вышка | 336,05       | 18 Q         | 396,45    | 14        | завершил выступление | завершил выступление |

## Современное пятиборье
Польша завоевала по одно место в мужской олимпийский турнир по современному пятиборью на Европейских играх 2023 года в Кракове, Польша, а также одно место в мужской и два места в женский турниры в соответствии с Мировым рейтингом UIPM.
| Спортсмен        | Дисциплина     | Дисциплина | Фехтование (шпага до 1 укола) | Фехтование (шпага до 1 укола) | Фехтование (шпага до 1 укола) | Фехтование (шпага до 1 укола) | Плавание (200 м вольный стиль) | Плавание (200 м вольный стиль) | Плавание (200 м вольный стиль) | Конный спорт (конкур) | Конный спорт (конкур) | Конный спорт (конкур) | Конный спорт (конкур) | Комбинация: стрельба и бег (10 м пистолет)/(3200 м) | Комбинация: стрельба и бег (10 м пистолет)/(3200 м) | Комбинация: стрельба и бег (10 м пистолет)/(3200 м) | Сумма                 | Место                 |
| Спортсмен        | Дисциплина     | Дисциплина | ОР                            | Место                         | Баллы                         | БР                            | Время                          | Место                          | Баллы                          | Время                 | Штраф                 | Место                 | Баллы                 | Время                                               | Место                                               | Баллы                                               | Сумма                 | Место                 |
| ---------------- | -------------- | ---------- | ----------------------------- | ----------------------------- | ----------------------------- | ----------------------------- | ------------------------------ | ------------------------------ | ------------------------------ | --------------------- | --------------------- | --------------------- | --------------------- | --------------------------------------------------- | --------------------------------------------------- | --------------------------------------------------- | --------------------- | --------------------- |
| Лукаш Гутковский | Мужской турнир | Полуфинал  | 20-15                         | 8                             | 225                           | 2                             | 2.06,21                        | 14                             | 298                            | 61,51                 | 0                     | 3                     | 300                   | 10.20,74                                            | 10                                                  | 680                                                 | 1505                  | 4 Q                   |
| Лукаш Гутковский | Мужской турнир | Финал      | 20-15                         | 8                             | 225                           | 0                             | 2.05,28                        | 13                             | 300                            | 59,94                 | 14                    | 13                    | 286                   | 10.19,70                                            | 14                                                  | 681                                                 | 1492                  | 15                    |
| Камиль Касперчак | Мужской турнир | Полуфинал  | 20-15                         | 9                             | 225                           | 2                             | 2.12,73                        | 18                             | 285                            | 64,48                 | 8                     | 8                     | 292                   | DNF                                                 | DNF                                                 | DNF                                                 | 802                   | 18                    |
| Камиль Касперчак | Мужской турнир | Финал      | завершил выступление          | завершил выступление          | завершил выступление          | завершил выступление          | завершил выступление           | завершил выступление           | завершил выступление           | завершил выступление  | завершил выступление  | завершил выступление  | завершил выступление  | завершил выступление                                | завершил выступление                                | завершил выступление                                | завершил выступление  | завершил выступление  |
| Анна Малишевская | Женский турнир | Полуфинал  | 16-9                          | 20                            | 205                           | 0                             | 2.18,56                        | 10                             | 273                            | 59,27                 | 7                     | 13                    | 293                   | 11.38,96                                            | 8                                                   | 602                                                 | 1373                  | 11                    |
| Анна Малишевская | Женский турнир | Финал      | завершила выступление         | завершила выступление         | завершила выступление         | завершила выступление         | завершила выступление          | завершила выступление          | завершила выступление          | завершила выступление | завершила выступление | завершила выступление | завершила выступление | завершила выступление                               | завершила выступление                               | завершила выступление                               | завершила выступление | завершила выступление |
| Наталия Доминяк  | Женский турнир | Полуфинал  | 14-21                         | 32                            | 195                           | 0                             | 2.16,84                        | 8                              | 277                            | 67,56                 | 14                    | 17                    | 286                   | 12.09,40                                            | 12                                                  | 571                                                 | 1329                  | 13                    |
| Наталия Доминяк  | Женский турнир | Финал      | завершила выступление         | завершила выступление         | завершила выступление         | завершила выступление         | завершила выступление          | завершила выступление          | завершила выступление          | завершила выступление | завершила выступление | завершила выступление | завершила выступление | завершила выступление                               | завершила выступление                               | завершила выступление                               | завершила выступление | завершила выступление |

## Спортивное скалолазание
Польша завоевала два места в соревнования женщин в лазании на скорость: одно после победы в Европейской квалификации 2023 года в Риме, Италия и одно по результатам Мировой квалификационной серии 2024 года.
Лазание на скорость
| Спортсмен           | Категория | Квалификация | Квалификация | 1/8 финала                  | Четвертьфиналы                    | Полуфиналы                         | Финал / За 3 место               | Финал / За 3 место |
| Спортсмен           | Категория | Время        | Место        | Соперник Время              | Соперник Время                    | Соперник Время                     | Соперник Время                   | Место              |
| ------------------- | --------- | ------------ | ------------ | --------------------------- | --------------------------------- | ---------------------------------- | -------------------------------- | ------------------ |
| Александра Мирослав | Женщины   | 6,06 WR      | 1            | RSAАня Холдер В 6,10–9,36   | ESPЛесли Ромеро Перес В 6,35–7,06 | POLАлександра Калуцкая В 6,19–6,34 | CHNДэн Личжуань В 6,10–6,18      | 1                  |
| Александра Калуцкая | Женщины   | 6,389        | 3            | NZLСара Тецлафф В 6,65–8,41 | CHNЧжоу Яфэй В 6,49–6,58          | POLАлександра Мирослав П 6,34–6,19 | INAРаджа Саллсабилла В 6,53–8,24 | 3                  |

## Стрельба
Польша завоевала семь мест в различных дисциплинах олимпийского турнира стрелков на разных этапах отбора, включая  Чемпионат мира по пулевой стрельбе 2022 года в Каире, Египет; Чемпионат Европы в дисциплинах на 25 и 50 м 2022 во Вроцлаве, Польша, Европейские игры 2023 года во Вроцлаве, Польша, Чемпионат Европы в дисциплинах на 10 м 2024 года в Дьёре, Венгрия и Олимпийский квалификационный турнир ISSF по пулевой стрельбе 2024  года в Дохе, Катар. Еще три квоты Польша получила благодаря квалификации стрелков в других дисциплинах согласно правилам ISSF. Квалифицировав по два спортсмена каждого пола в винтовочных соревнованиях, Италия автоматически получила право выставить две смешанных пары в пневматической винтовке.
Мужчины
| Спортсмен       | Дисциплина                            | Квалификация | Квалификация | Финал                | Финал                |
| Спортсмен       | Дисциплина                            | Баллы        | Место        | Баллы                | Место                |
| --------------- | ------------------------------------- | ------------ | ------------ | -------------------- | -------------------- |
| Томаш Бартник   | Винтовка из трёх положений, 50 метров | 591          | 6 Q          | 408,8                | 7                    |
| Томаш Бартник   | Пневматическая винтовка, 10 метров    | 626,1        | 36           | завершил выступление | завершил выступление |
| Мацей Ковалевич | Винтовка из трёх положений, 50 метров | 579          | 37           | завершил выступление | завершил выступление |
| Мацей Ковалевич | Пневматическая винтовка, 10 метров    | 627,8        | 25           | завершил выступление | завершил выступление |

Женщины
| Спортсмен         | Дисциплина                            | Квалификация | Квалификация | Финал                 | Финал                 |
| Спортсмен         | Дисциплина                            | Баллы        | Место        | Баллы                 | Место                 |
| ----------------- | ------------------------------------- | ------------ | ------------ | --------------------- | --------------------- |
| Наталия Коханская | Винтовка из трёх положений, 50 метров | 589          | 6 Q          | 418,5                 | 6                     |
| Александра Петрук | Винтовка из трёх положений, 50 метров | 582          | 20           | завершила выступление | завершила выступление |
| Юлия Пиотровская  | Пневматическая винтовка, 10 метров    | 629,3        | 13           | завершила выступление | завершила выступление |
| Анета Станкевич   | Пневматическая винтовка, 10 метров    | 627,4        | 21           | завершила выступление | завершила выступление |
| Клаудиа Бресь     | Пистолет, 25 метров                   | 573          | 29           | завершила выступление | завершила выступление |
| Клаудиа Бресь     | Пневматический пистолет, 10 метров    | 573          | 14           | завершила выступление | завершила выступление |

Микст
| Спортсмен                        | Дисциплина                         | Квалификация | Квалификация | Финал                 | Финал                 |
| Спортсмен                        | Дисциплина                         | Баллы        | Место        | Баллы                 | Место                 |
| -------------------------------- | ---------------------------------- | ------------ | ------------ | --------------------- | --------------------- |
| Томаш Бартник Анета Станкевич    | Пневматическая винтовка, 10 метров | 626,9        | 10           | завершили выступление | завершили выступление |
| Мацей Ковалевич Юлия Пиотровская | Пневматическая винтовка, 10 метров | 623,7        | 23           | завершили выступление | завершили выступление |

## Стрельба из лука
Польша завоевала одно место на участие в женском индивидуальном турнире по результатам Финального квалификационного турнира 2024 года в Анталии, Турция.
| Спортсмен     | Дисциплина                        | Рейтинговый раунд | Рейтинговый раунд | 1/32 финала            | 1/16 финала           | 1/8 финала            | Четвертьфиналы        | Полуфиналы            | Финал / За 3 место    | Финал / За 3 место    |
| Спортсмен     | Дисциплина                        | Результат         | Посев             | Соперник Счет          | Соперник Счет         | Соперник Счет         | Соперник Счет         | Соперник Счет         | Соперник Счет         | Место                 |
| ------------- | --------------------------------- | ----------------- | ----------------- | ---------------------- | --------------------- | --------------------- | --------------------- | --------------------- | --------------------- | --------------------- |
| Виолета Мишор | Женщины индивидуальное первенство | 626               | 54                | INDАнкита Бхакат В 6–4 | INDБхаджан Каур П 0–6 | завершила выступление | завершила выступление | завершила выступление | завершила выступление | завершила выступление |

## Теннис
Польша получила три места в одиночный и одно место в парный турниры у женщин по рейтингу WTA.
| Спортсмен                      | Дисциплина        | 1/32 финала                        | 1/16 финала                                 | 1/8 финала             | Четвертьфиналы                         | Полуфиналы                  | Финал / За 3 место                   | Финал / За 3 место    |
| Спортсмен                      | Дисциплина        | Соперник Счёт                      | Соперник Счёт                               | Соперник Счёт          | Соперник Счёт                          | Соперник Счёт               | Соперник Счёт                        | Место                 |
| ------------------------------ | ----------------- | ---------------------------------- | ------------------------------------------- | ---------------------- | -------------------------------------- | --------------------------- | ------------------------------------ | --------------------- |
| Ига Свёнтек                    | Женщины одиночный | ROUИрина-Камелия Бегу В 6–2, 7–5   | FRAДиан Парри В 6–1, 6–1                    | CHNВан Сиюй В 6–3, 6–4 | USAДаниэль Коллинз В 6–1, 2–6, 4–1 ret | CHNЧжэн Циньвэнь П 2–6, 5–7 | SVKАнна Каролина Шмидлова В 6–2, 6–1 | 3                     |
| Магда Линетт                   | Женщины одиночный | AINМирра Андреева В 6–3, 6–4       | ITAЖасмин Паолини П 4–6, 1–6                | завершила выступление  | завершила выступление                  | завершила выступление       | завершила выступление                | завершила выступление |
| Магдалена Френх                | Женщины одиночный | BULВиктория Томова П 4–6, 6–7(4–7) | завершила выступление                       | завершила выступление  | завершила выступление                  | завершила выступление       | завершила выступление                | завершила выступление |
| Магда Линетт Алиция Росольская | Женщины парный    | —                                  | UKRМарта Костюк Даяна Ястремская П 4–6, 1–6 | завершили выступление  | завершили выступление                  | завершили выступление       | завершили выступление                | завершили выступление |

## Триатлон
Польша получила одно квотное место в индивидуальные соревнования женщин на основании Индивидуального рейтинга World Triathlon.
| Спортсмен      | Категория | Время             | Время     | Время             | Время     | Время       | Время   | Место |
| Спортсмен      | Категория | Плавание (1,5 км) | Переход 1 | Велосипед (40 км) | Переход 2 | Бег (10 км) | Всего   | Место |
| -------------- | --------- | ----------------- | --------- | ----------------- | --------- | ----------- | ------- | ----- |
| Роксана Слупек | Женщины   | 23.33             | 0,57      | 58.18             | 0,29      | 33.59       | 1:57.16 | 13    |

## Тяжёлая атлетика
Польша получила одно место в женских соревнованиях в соответствии с олимпийским рейтингом IWF.
| Спортсмен                     | Категория        | Рывок     | Рывок | Толчок                | Толчок                | Всего                 | Место                 |
| Спортсмен                     | Категория        | Результат | Место | Результат             | Место                 | Всего                 | Место                 |
| ----------------------------- | ---------------- | --------- | ----- | --------------------- | --------------------- | --------------------- | --------------------- |
| Вероника Зелиньска-Стубиньска | Женщины до 81 кг | 107       | DNF   | завершила выступление | завершила выступление | завершила выступление | завершила выступление |

## Фехтование
Польша получила по рейтингу FEI право выставить команду и трех участников в мужской и женской рапире, а также в женской шпаге.
| Спортсмен                                                                          | Дисциплина             | 1/32 финала                | 1/16 финала                 | 1/8 финала               | Четвертьфинал         | Полуфинал                       | Финал / За 3 место             | Финал / За 3 место    |
| Спортсмен                                                                          | Дисциплина             | Соперник Счет              | Соперник Счет               | Соперник Счет            | Соперник Счет         | Соперник Счет                   | Соперник Счет                  | Место                 |
| ---------------------------------------------------------------------------------- | ---------------------- | -------------------------- | --------------------------- | ------------------------ | --------------------- | ------------------------------- | ------------------------------ | --------------------- |
| Ян Юрикевич                                                                        | Мужчины рапира         | ALGСалим Эруи В 15–8       | EGYМохамед Хамза П 14–15    | завершил выступление     | завершил выступление  | завершил выступление            | завершил выступление           | завершил выступление  |
| Михал Сесс                                                                         | Мужчины рапира         | —                          | CZEАлександр Шупенич П 3–15 | завершил выступление     | завершил выступление  | завершил выступление            | завершил выступление           | завершил выступление  |
| Адриан Войтковяк                                                                   | Мужчины рапира         | CYPАлекс Тофалидес П 10–15 | завершил выступление        | завершил выступление     | завершил выступление  | завершил выступление            | завершил выступление           | завершил выступление  |
| Ян Юрикевич Михал Сесс Адриан Войтковяк Анджей Жадковский*                         | Мужчины рапира команды | —                          | —                           | —                        | Италия · П 39–45      | За 5-8 места · Египет · В 45–36 | За 5 место · Китай · П 30–45   | 6                     |
| Алисия Класик                                                                      | Женщины шпага          | —                          | ITAДжулия Рицци В 12–11     | ESTНелли Дифферт П 10–11 | завершила выступление | завершила выступление           | завершила выступление          | завершила выступление |
| Рената Кнапик-Мязга                                                                | Женщины шпага          | —                          | FRAКоралин Виталис П 9–15   | завершила выступление    | завершила выступление | завершила выступление           | завершила выступление          | завершила выступление |
| Мартина Сватовска-Венгларчик                                                       | Женщины шпага          | —                          | KORСон Се Ра П 11–15        | завершила выступление    | завершила выступление | завершила выступление           | завершила выступление          | завершила выступление |
| Алисия Класик Рената Кнапик-Мязга Мартина Сватовска-Венгларчик Александра Ярецкая* | Женщины шпага команды  | —                          | —                           | —                        | США · В 31–29         | Франция · П 39–45               | Китай · В 32–31                | 3                     |
| Юлия Вальчик-Климашик                                                              | Женщины рапира         | —                          | FRAИзаора Тибюс В 15–12     | CANЭлеанор Харви П 6–15  | завершила выступление | завершила выступление           | завершила выступление          | завершила выступление |
| Мартина Елиньская                                                                  | Женщины рапира         | MARЮссра Зекрани В 15–3    | USAЛи Кифер П 13–15         | завершила выступление    | завершила выступление | завершила выступление           | завершила выступление          | завершила выступление |
| Ханна Лычбинская                                                                   | Женщины рапира         | —                          | ITAАличе Вольпи П 11–15     | завершила выступление    | завершила выступление | завершила выступление           | завершила выступление          | завершила выступление |
| Юлия Вальчик-Климашик Мартина Елиньская Ханна Лычбинская Мартина Синорадзская*     | Женщины рапира команды | —                          | —                           | —                        | Япония · П 30–45      | За 5-8 места · Египет · В 45–21 | За 5 место · Франция · П 44–45 | 6                     |

* – Запасные спортсмены